# Hans-Oskar Wilde

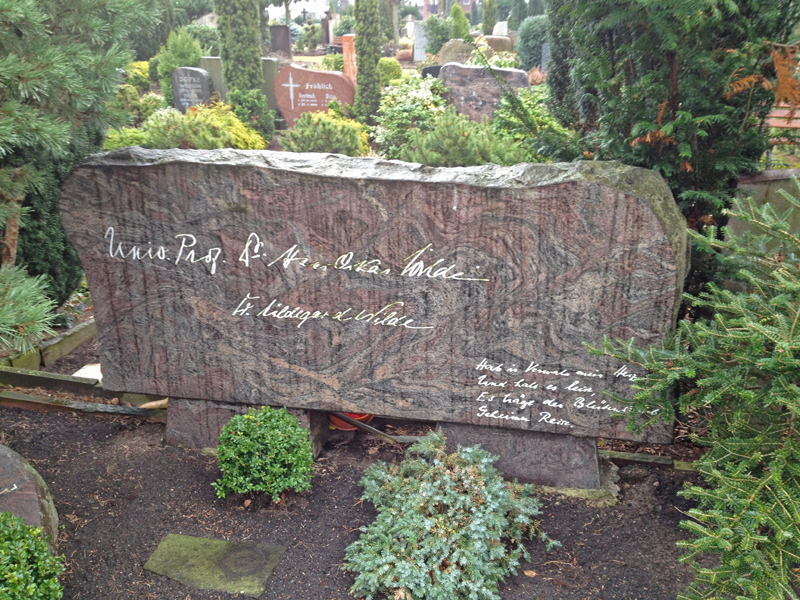
Das Grabmal des verstorbenen Hans-Oskar Wilde (1907–1981) und seiner Ehefrau Hildegard Wilde auf dem Neuen St.-Nikolai-Friedhof in Hannover.

Hans-Oskar Wilde (* 21. Januar 1907 in Berlin; † 6. Dezember 1981) war ein deutscher Anglist und als Professor für Anglistik an der TH Hannover von 1961 bis 1963 Rektor der Technischen Hochschule Hannover.

## Leben
1929 promovierte Hans-Oskar Wilde an der Universität Breslau bei Wilhelm Horn über das Thema Der Gottesgedanke in der englischen Literatur: Das Problem der Entwicklung von puritanischer zu romantischer Literatur. Schon 1932 habilitierte er sich ebenfalls in Breslau über Miltons Geistesgeschichtliche Bedeutung und folgte Wilhelm Horn 1933 als Privatdozent für englische Philologie und Assistent nach Berlin. 1934 übernahm er eine Lehrstuhlvertretung in Königsberg. 1935, im Alter von 28 Jahren, erhielt Hans-Oskar Wilde einen Ruf als Professor an die Universität Göttingen, um die Nachfolge für den wegen seiner jüdischen Abstammung amtsenthobenen Professors Hans Hecht (1876–1946) zu übernehmen. Wildes frühe Berufung mag auch mit seinem Engagement in der SA zusammenhängen: Er war Rottenführer in der SA-Standarte 1 „Hans Maikowski“. Beim ersten Reichsleistungskampf (RBWK) der Deutschen Studentenschaft (DSt) 1935/36 war er gemeinsam mit Wolfgang Schmidt-Hidding, Wilhelm Horn und Hans Galinsky anglistischer Gutachter. 1936 nahm Wilde am IV. Internationalen Sprachforscherkongress in Kopenhagen teil. Zum 1. Mai 1937 trat Wilde der NSDAP bei (Mitgliedsnummer 4.610.645). Bereits 1937 kam es jedoch zum Konflikt mit dem Reichsministerium für Wissenschaft, Erziehung und Volksbildung, weil Wilde als Dekan die vom Minister Bernhard Rust persönlich angeordnete Ehrenpromotion des Italieners Gino Funaiolis nur widerwillig ausführte. Den Ruf an die Universität Kiel 1938/39 lehnte er unter anderem mit der Begründung ab, die Gauleitung hätte Interesse an seiner Tätigkeit in Göttingen. Am 26. August 1939 wurde Wilde als Soldat zum Kriegsdienst in der Artillerie eingezogen.
1941 bemühte er sich erfolgreich um die Versetzung an die Reichsuniversität Posen, weil seine eigene wie die angeheiratete Familie aus der Region stammte. Gelehrt hat Wilde in Posen aufgrund des Kriegsdienstes jedoch nie. Wilde geriet am 17. August 1944 in amerikanische Kriegsgefangenschaft und wurde in das Lager Trinidad (Colorado) verlegt. Dort arbeitete er für die Lagerschule und gab die Lagerzeitung Unser Weg heraus.
Im Entnazifizierungsverfahren gab es viele Fürsprecher Wildes. Aufgrund der positiven Entnazifizierung wurde Hans-Oskar Wilde 1949 zunächst Hochschulreferent im niedersächsischen Kultusministerium und erhielt 1955 einen Ruf an die Technische Hochschule Hannover auf den Lehrstuhl für Auslandskunde und Anglistik. Von 1961 bis 1963 stand er der Technischen Hochschule als Rektor vor.
Hans-Oskar Wilde war verheiratet mit Hildegard Wilde, geborene Pischke, und hatte zwei Söhne und eine Tochter.

## Schriften
- Der Gottesgedanke in der englischen Literatur: Das Problem der Entwicklung von puritanischer zu romantischer Literatur, Dissertation Universität Breslau, Priebatsch, Breslau 1930
- Miltons Geistesgeschichtliche Bedeutung, Habilitation Universität Breslau, Winter, Heidelberg 1933
- Das Englandstudium in Göttingen, in: Niedersächsische Hochschul-Zeitung, 20. Februar 1936, S. 12–21
- Der Industrie-Dialekt von Birmingham. Intonation und Sprachvariante, Tonbewegung, Lautqualität und Lautquantität, Studien zur englischen Philologie, Heft 94, Halle an der Saale 1938
- Aufforderung, Wunsch und Möglichkeit. Die englische Sprache und die Grundlagen englischer Lebenshaltung, in: Anglia,  Nr. 63, 1939, S. 209–390 und Nr. 64, 1940, S. 10–105
- England – Weg der Mitte, Deutsche Verlags-Anstalt, Stuttgart 1960. Kritik des Times Literary Supplement: "Es ist nett, diese Dinge über uns (Briten) zu erfahren, auch wenn alles falsch ist."[4]